# Plumularia jordani
Plumularia jordani is een hydroïdpoliep uit de familie Plumulariidae. De poliep komt uit het geslacht Plumularia. Plumularia jordani werd in 1906 voor het eerst wetenschappelijk beschreven door Nutting. De soortnaam verwijst naar David Starr Jordan.